# Hérémence
Hérémence (hist. Armensi, Ermenz) – miejscowość i gmina (commune) w południowej Szwajcarii, w kantonie Valais, w okręgu (district) Hérens. Leży nad rzeką Dixence.

## Geografia
na terenie gminy leży jezioro Lac des Dix.

## Demografia
W Hérémence mieszkają 1 462 osoby. W 2021 roku 6,6% populacji gminy stanowiły osoby urodzone poza Szwajcarią. 

## Transport
Przez teren gminy przebiega droga główna nr 206.